# تونی آمادونی
تونی آمادونی (به ارمنی: Թոնի Ամատունի) بازیگر شاخص تئاتری ارمنی‌تبار اهل ایران بود

## زندگی‌نامه
در سال ۱۹۲۱ میلادی (۱۳۰۰ خورشیدی) با نام هاروتیون توروسیان در نهر العمر عراق زاده شد. به دنبال نسل‌کشی ارمنی‌ها در ترکیه، والدینش به عراق رفتند و پس از تولد تونی به ایران آمدند و ساکن آبادان شدند. از سال ۱۹۳۴ (۱۳۱۳) در نمایش‌هایی که کارگردانان ارمنی در آبادان به روی صحنه می‌بردند بازی می‌کرد. پس از آن و طی سال‌های بعد در شهرهای مختلف ایران و عراق نمایش‌هایی را اجرا کرد. پس از آن که به تهران آمد یک گروه تئاتری تشکیل داد و علاوه بر کارگردانی در آن‌ها بازی هم می‌کرد. اولین فیلمش «قاصد بهشت» نام داشت که توسط ساموئل خاچیکیان کارگردانی شد و در سال ۱۹۵۸ (۱۳۳۷) به نمایش درآمد. در دومین تجربهٔ بازیگریش در سینما باز هم با خاچیکیان همکاری کرد و در فیلم «فریاد نیمه شب» (۱۳۴۰) حضور یافت. در ۱۹۹۱ (۱۳۷۰) یا ۱۹۸۹ در تهران درگذشت.

## بخشی از نمایش‌ها
- «چهل روز در کوه‌های موسی» (۱۳۵۸) نوشته «فرانتس ورفل» به کارگردانی آرامائیس آقامالیان
- «باغداسار برادر» (۱۳۴۷) نوشته «ه. بارویان» به کارگردانی سورن باغداساریان
- «برای شرف» (۱۳۴۶) نوشته «هوهانس تومانیان» به کارگردانی مانوئل ماروتیان